# دراما طبية

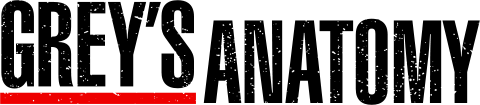
شعار المسلسل الطبي غريز أناتومي

الدراما الطبية هي أحد أشكال البرامج التلفزيونية أو الأفلام التي تتمحور أحداثها الرئيسية حول مستشفى، أو طاقم سيارة الإسعاف أو أي بيئة طبية أخرى. تتخطى معظم البرامج الدرامية الطبية الحالية الأحداث الخاصة بوظائف الشخصيات لتصور أيضًا بعض جوانب حياتهم الشخصية. قد تشمل الدراما الطبية النموذجية قصة وقوع طبيبين في الحب. تنبأ واضع نظرية الاتصال مارشال ماكلوهان، في عمله المتعلق بطبيعة الإعلام في عام 1964، بنجاح هذا النوع بشكل محدد على التلفزيون لأن بيئته «تخلق هوسًا بالرفاهية الصحية». في وقتنا الحالي، يُعد المسلسل البريطاني الخسائر أطول عمل درامي طبي على مستوى العالم، إذ بدأ بثه في عام 1986، ويُعد برنامج المستشفى العام المعروض منذ عام 1963 أطول مسلسل تلفزيوني طبي طويل، بينما يُعد مسلسل غريز أناتومي بدوره أطول دراما طبية معروضة في وقت الذروة.

## لمحة تاريخية
يمثل مسلسل مستشفى المدينة، الذي عُرض لأول مرة في عام 1951، أول دراما طبية متلفزة. (تُعتبر سلسلة أفلام دكتور كيلدير (1937 – 1947)، بطولة العديد من الممثلين ذوي الأدوار المسماة خلفهم ولايونيل باريمور طوال المسلسل، على الأرجح أول دراما طبية متسلسلة. عُرض مسلسل الطبيب، الذي برز فيه ريتشارد بون، لموسمين من عام 1954 إلى عام 1956. أصبح عرض هذا النوع أساسيًا في وقت الذروة التلفزيونية مع تزايد شعبية دكتور كيلدير وبين كيسي، اللذين عُرضا لأول مرة في عام 1961. شكلت سلسلة «بي بي سي» بعنوان سجل حالات الطبيب فنلي (1962 – 1971) مثالًا مبكرًا على أحد الفروع الشائعة للنوع التي استخدمت الممارسة الطبية كمحور للقصص موضحة تفاصيل حياة مجتمع (صغير عادة) معين. تشكل السلسلة الأسترالية أكنتري براكتيس (1981 – 1993) مثالًا لاحقًا على هذا النوع الفرعي. من عام 1969 إلى عام 1976، حظي كل من سلسة ماركوس ويلبي والمركز الطبي بشعبية هائلة عائدة إلى أسلوبهما المألوف وغير المألوف على حد سواء في عرض الحالات الطبية. في عام 1972، مثلت السلسلة الطويلة، إسعاف!، بطولة روبرت فاولر وجولي لندن، الدراما الطبية الأولى التي استطاعت جمع برنامج الإنقاذ الإسعافي التابع لدائرة الإطفاء وغرفة الإسعاف في مستشفى عام، إذ ركز المسلسل أيضًا على حالات إنقاذ حياة حقيقية. في عام 1972 أيضًا، عُرضت الحلقة الأولى من مسلسل «إم إيه إس إتش»؛ اتسم المسلسل عمومًا بأسلوبه الكوميدي، إلا أنه أظهر سمات مظلمة أيضًا – كانت اللحظات المؤثرة كالموت الناجم عن الحرب شائعة. يمكن ملاحظة هذا الاتجاه الكوميدي الذي يغلف الاتجاهات المظلمة في العديد من البرامج التلفزيونية الطبية مثل القديس مكان آخر، ودوغي هاوزر إم دي، وهاوس إم دي، وغريز أناتومي، وسكرابز، وكود بلاك وشيكاغو ميد. في عام 1986، بدأ بث برنامج الخسائر على قناة «بي بي سي ون» في المملكة المتحدة. استمر بث الخسائر ليصبح أطول دراما طبية معروضة على التلفاز. عُرض البرنامج الشقيق المكمل له مدينة هولبي منذ عام 1999.
وفقًا للبروفيسور جورج إيكوس، رئيس قسم الطب النفسي في الجمعية الملكية للطب، استطاعت الدراما الطبية جمع جماهير كبيرة نتيجة تصوير شخصيات هذه البرامج كأناس عاديين بوظائف غير عادية، ما يعزز الشعور بالانتماء بين المشاهدين. تُستخدم الدراما الطبية أحيانًا في التعليم الطبي؛ أشارت إحدى المراجعات المنهجية لهذه الاستخدامات إلى اعتبارها متممًا «معقولًا ومقبولًا» للتعليم الطبي.

## مقالات ذات صلة
- الطبيب المخرب